# Pláně (powiat Pilzno Północ)
Pláně – miejscowość i gmina (obec) w Czechach, w kraju pilzneńskim, w powiecie Pilzno Północ. W 2022 roku liczyła 268 mieszkańców.